# Grutas de Coyame
Grutas de Coyame, a solo 2 kilómetros de Coyame, Chihuahua se encuentran ubicadas en Carretera Chihuahua- Ojinaga, km 135, con una puerta de acceso localizada a media falda de una montaña.

## Atractivos del lugar
Se entra a las grutas por el Salón Oriental, un espacioso recinto en dónde se ofrece la plática introductoria sobre el origen de las cavidades, mientras el visitante se acostumbra a la luz artificial. Enseguida, a lo largo de hora y media aproximadamente, se recorren los quince salones y galerías naturales que componen la ruta, todos ellos fascinantes y distintos.
La puerta permanece cerrada y solo se abre para permitir el acceso de los visitantes, debido a que los cambios de humedad ambiental amenazan seriamente a estalagmitas y estalactitas. El interior permanece en la oscuridad y las luces se encienden y se apagan conforme avanzan las excursiones; un intento más por mantener la humedad y temperatura natural de la caverna. Parece ser que la fauna ha desaparecido de su interior compuesta por grillos transparentes e incoloros (la falta o carencia de melamina necesaria como protección solar). La temperatura es de 22 grados centígrados todo el año.
Las Grutas de Coyame están formadas por depósitos de carbonato de calcio de origen orgánico que fueron acumulados por la acción del agua en movimiento hace tal vez unos cinco millones de años. Durante la era Cenozoica gran parte del estado de Chihuahua estaba cubierto por un mar de baja profundidad y abundante flora y fauna marina compuesta por algas y amonitas, en su mayoría, y un gran banco de coral. El levantamiento del suelo marino provocó la formación de una delta desde la parte noreste de la Ciudad de Chihuahua hasta cerca de la ciudad de Ojinaga y la región se vio cubierta por densos bosques de coníferas, abundantes lluvias y un ambiente tropical.
Mientras tanto el suelo seguía levantándose. Los depósitos de material orgánico, otrora en el fondo de un cuerpo de agua, comenzaron a filtrarse al subsuelo con la ayuda de la abundante lluvia para luego formar pequeñas corrientes y cavidades subterráneas. El flujo del agua comenzó a dejar depósitos de calcio en el techo (estalactitas) de las recién formadas cavidades mientras que las gotas de agua formaban otro depósito en el piso de la caverna (estalagmitas). 
El desierto de Chihuahua sigue siendo campo virgen para los aficionados a la espeleología y entre sus habitantes existen historias de que la tierra "respira". Sin duda han sido testigos presenciales de corrientes de aire que salen de un "agujero en el suelo" provocadas por grandes cambios en la presión barométrica en el exterior.